# Příběh jednoho života
Příběh jednoho života (v originále Une vie) je koprodukční hraný film z roku 2016, který režíroval Stéphane Brizé jako adaptaci stejnojmenného románu Guye de Maupassanta z roku 1883. Snímek měl světovou premiéru na filmovém festivalu v Benátkách dne 6. září 2016.

## Děj
Normandie roku 1819. Jeanne Le Perthuis des Vauds právě opustila klášter a připravuje se na nový život se svým budoucím manželem Julienem de Lamare. Ten se brzy ukáže jako sobecký, chamtivý a nevěrný. Julien podvádí manželku nejprve se služkou Rosalie a poté se sousedkou Gilbertou de Fourville. Ani narození dvou dětí vztah mezi manželi nezlepší.

## Obsazení
| Judith Chemla          | Jeanne Le Perthuis des Vauds        |
| Yolande Moreau         | Adélaïde Le Perthuis des Vauds      |
| Jean-Pierre Darroussin | Simon-Jacques Le Perthuis des Vauds |
| Swann Arlaud           | Julien de Lamare                    |
| Nina Meurisse          | Rosalie                             |
| Olivier Perrier        | abbé Picot                          |
| Clotilde Hesme         | Gilberte de Fourville               |
| Alain Beigel           | Georges de Fourville                |
| Finnegan Oldfield      | Paul de Lamare                      |

## Ocenění
- Benátský filmový festival: Cena FIPRESCI
- Cena Louise Delluca
- César: nominace na nejlepší herečku pro (Judith Chemla)